# Vigyázz, Blake!
A Vigyázz, Blake! (eredeti címe: Get Blake!) 2015-ös francia–amerikai 2D-s flash animációs vígjátéksorozat, amelyet Antoine Guilbaud alkotott.
A sorozatot Franciaországban 2015. március 1-jén a Gulli és a Nickelodeon, míg Magyarországon 10 évvel később, 2025. április 15-én a Kölyökklub mutatta be.

## Cselekmény
Blake Myers a 13 éves srác, a rettenthetetlen űrvadász fantasztikus kalandokba keveredik barátjával Mitch-el. Küldetése, hogy bátor űrvadász legyen, és barátja segítségével megvédje az emberiséget egy fosztogató, idegen mókusfajtól az űrmókoktól.

## Szereplők
| Szereplő            | Eredeti hang     | Magyar hang             |
| ------------------- | ---------------- | ----------------------- |
| Blake Myers         | Robbie Daymond   | Ungvári Gergely         |
| Mitch de la Cruz    | Spike Spencer    | Rácz Ádám               |
| Maxus               | John Fisher      | Orbán Gábor             |
| Jerome              | Danny Katiana    | Horváth Vilmos Zoltán   |
| Leonard             | Kevin Glikmann   | Bódy Gergely            |
| Squalien tábornok   | Kevin Glikmann   | Bordás János            |
| Zorka               | Danny Katiana    | Majorfalvi Bálint       |
| Skye Gunderson      | Katie Leigh      | Dolmány-Bogdányi Korina |
| Roy Cronk           | Faruq T. Jenkins | Vida Péter              |
| Dale Myers          | Derek Dressler   | Seder Gábor             |
| Darla Myers         | Tarah Consoli    | Fábián Nikolett         |
| Rodrigo de la Cruz  |                  | Kapácsy Miklós          |
| Carmen de la Cruz   | Yeni Álvarez     | Farkas Fanni            |
| Dr. Björn Gunderson |                  | Gyurin Zsolt            |
| Isabelle Gunderson  |                  |                         |
| Sunshine Gunderson  |                  |                         |

### Magyar változat
A szinkront az RTL Magyarország megbízásából a MangaFan és a BalogMix stúdió készítette.
- Bemondó: Rácz Ádám
- Magyar szöveg: Pozsgai Rita
- Hangmérnök: Nikodém Norbert
- Gyártásvezető: Balog Gábor
- Vágó és szinkronrendező: Galgóczi Adrián

## Epizódok
| #   | Eredeti cím       | Magyar cím            | Eredeti premier      | Magyar premier    |
| --- | ----------------- | --------------------- | -------------------- | ----------------- |
| 1.  | Get Shrunk!       | Összementünk          | 2015. március 1.     | 2025. április 16. |
| 2.  | Get Inked!        | Csáposan              | 2015. március 2.     | 2025. április 17. |
| 3.  | Get Pizza!        | Pizza transz          | 2015. március 3.     | 2025. április 17. |
| 4.  | Get Prehistoric!  | Kőkorszakik           | 2015. március 4.     | 2025. április 17. |
| 5.  | Get Old!          | Öregedünk             | 2015. március 5.     | 2025. április 17. |
| 6.  | Get Frozen!       | Megdermedve           | 2015. március 8.     | 2025. április 17. |
| 7.  | Get Amnesia!      | Amnézia               | 2015. március 9.     | 2025. április 15. |
| 8.  | Get Fishin'!      | Halazzunk             | 2015. március 10.    | 2025. április 17. |
| 9.  | Get Dogged!       | Kutyimutyi            | 2015. március 11.    | 2025. április 18. |
| 10. | Get Commercial!   | Új reklám             | 2015. március 12.    | 2025. április 18. |
| 11. | Get Well!         | Jobbulást             | 2015. március 13.    | 2025. április 18. |
| 12. | Get Boots!        | Új cipő               | 2015. március 16.    | 2025. április 15. |
| 13. | Get Invisible!    | Láthatatlanul         | 2015. március 17.    | 2025. április 17. |
| 14. | Get Hairy!        | Szőrmókok             | 2015. március 18.    | 2025. április 16. |
| 15. | Get Elected!      | Szavazzunk!           | 2015. március 19.    | 2025. április 15. |
| 16. | Get Toothy!       | Fogaskérdés           | 2015. március 20.    | 2025. április 16. |
| 17. | Get Squirrel!     | Mókussereg            | 2015. március 23.    | 2025. április 16. |
| 18. | Get Terrestrial!  | Űrbaba                | 2015. március 24.    | 2025. április 16. |
| 19. | Get Peaceful!     | Békésen               | 2015. március 25.    | 2025. április 16. |
| 20. | Get Hurtin'!      | Hadd fájjon!          | 2015. március 26.    | 2025. április 18. |
| 21. | Get Sleep!        | Aludj                 | 2015. március 27.    | 2025. április 17. |
| 22. | Get Surprised!    | Megleptés             | 2015. szeptember 8.  | 2025. április 19. |
| 23. | Get Wet!          | Be a vízbe!           | 2015. szeptember 10. | 2025. április 19. |
| 24. | Get Setient!      | Szentiment            | 2015. szeptember 11. | 2025. április 18. |
| 25. | Get Snatched!     | Elcsípve              | 2015. szeptember 14. | 2025. április 18. |
| 26. | Get Grounded!     | Szobafogság           | 2015. szeptember 15. | 2025. április 19. |
| 27. | Get Blakes!       | Kapd el a Blake-eket! | 2015. szeptember 16. | 2025. április 18. |
| 28. | Get Trapped!      | Csapdában             | 2015. szeptember 17. | 2025. április 19. |
| 29. | Get Dreamin'!     | Álmomban              | 2015. szeptember 18. | 2025. április 19. |
| 30. | Get Reception!    | Fogom az adást!       | 2015. szeptember 21. | 2025. április 19. |
| 31. | Get Surrendered!  | Add meg magad!        | 2015. szeptember 22. | 2025. április 19. |
| 32. | Get Late!         | Késés                 | 2015. szeptember 23. | 2025. április 19. |
| 33. | Get Morphed!      | Alakváltó             | 2015. szeptember 24. | 2025. április 19. |
| 34. | Get Tough!        | Keményen              | 2015. szeptember 25. | 2025. április 20. |
| 35. | Get Stuck!        | Mega ragacs           | 2015. szeptember 28. | 2025. április 20. |
| 36. | Get Baking!       | Sütiverseny           | 2015. szeptember 29. | 2025. április 20. |
| 37. | Get Treasure!     | Kincsre fel!          | 2015. szeptember 30. | 2025. április 20. |
| 38. | Get Weather!      | Időjárás              | 2015. október 1.     | 2025. április 16. |
| 39. | Get Weasel!       | Menyétkedés           | 2015. október 2.     | 2025. április 16. |
| 40. | Get Mommy!        | Itt van anyu!         | 2015. október 5.     | 2025. április 20. |
| 41. | Get Cratered!     | Aszteroida            | 2015. október 6.     | 2025. április 20. |
| 42. | Get Non-Existent! | Nem létezés           | 2015. október 7.     | 2025. április 20. |
| 43. | Get Racing!       | Versenyre fel!        | 2015. október 8.     | 2025. április 20. |
| 44. | Get Piratical!    | Jönnek a kalózok!     | 2015. október 9.     | 2025. április 20. |
| 45. | Get Western!      | A vadnyugatra!        | 2015. október 12.    | 2025. április 21. |
| 46. | Get Medieval!     | Vissza a középkorba!  | 2015. október 13.    | 2025. április 21. |
| 47. | Get Zombies!      | Bezombulva            | 2015. október 14.    | 2025. április 17. |
| 48. | Get Spooked!      | Rémes este            | 2015. október 26.    | 2025. április 16. |
| 49. | Get Skye!         | Skyért bármit!        | 2015. október 27.    | 2025. április 18. |
| 50. | Get Skye!         | Skyért bármit!        | 2015. október 28.    | 2025. április 18. |
| 51. | Got Blake!        | Vigyázz Blake!        | 2015. október 29.    | 2025. április 21. |
| 52. | Got Blake!        | Vigyázz Blake!        | 2015. október 29.    | 2025. április 21. |

## A sorozat készítése
A sorozatot először 2012-ben jelentették be Blake and the Aliens címmel, Reid Harrison íróként, Eric Gosselet pedig rendezőként csatlakozott a projekthez. A sorozatot úgy írták le, hogy „board-driven” megközelítést alkalmaz – hasonlóan a SpongyaBob Kockanadrághoz, vagyis a történetet nagyrészt a storyboard művészek formálták. 2014-ben a címet Vigyázz, Blake!-re változtatták, és Daniel Klein vette át a rendezői feladatokat.